# Personaggi di Age of Mythology
La seguente è una lista dei personaggi principali presenti nel videogioco Age of Mythology e nella sua espansione (The Titans).

## Age of Mythology

### Arkantos
Arkantos è il protagonista della campagna Caduta del tridente. Arkantos nacque ad Atlantide in un periodo di grandi tumulti. La sua patria si trovava costantemente sotto l'assedio degli eserciti nemici e sembrava sempre sul punto di perdere non solo le colonie conquistate duramente, ma anche la stessa isola di Atlantide. Arkantos si armò di lancia e scudo fin da giovane e si guadagnò ben presto la reputazione di grande comandante e favorito di Poseidone, padre di Atlantide. Al termine di queste grandi guerre, Arkantos aveva raggiunto un tale livello di abilità nell'arte della guerra, che il Consiglio di Atlantide lo nominò ammiraglio e gli affidò l'intero esercito. Assicurata la salvezza della patria, Arkantos intraprese una campagna con lo scopo di cercare ed eliminare tutti i nemici rimasti, fino ad abbattere tutti gli avversari di Atlantide. In tempo di pace, il mantenimento di un grande esercito non sembrava più necessario e Arkantos stesso appariva ormai come un retaggio del passato. Per la gratitudine che aveva meritato negli anni di servizio prestato, Arkantos era al comando di una forza simbolica impegnata a combattere i rari predoni o pirati (inclusi quelli che avevano ucciso sua moglie, facendo del figlio Castore il suo unico erede), ma il fato aveva in serbo una sorpresa.
Nella versione in lingua italiana è doppiato da Riccardo Rovatti.

### Aiace
Aiace, figlio del re di Salamina, è un rinomato e valoroso guerriero greco, secondo solo ad Achille. Nella campagna Caduta del tridente, incontra Arkantos durante la guerra di Troia (anche se sembra che i due si fossero già incontrati prima) e successivamente lo accompagna a Ioklos, ma rimane con lui durante tutta l'avventura, durante la quale, tra l'altro, vengono entrambi trasformati in cinghiali da Circe.

### Amanra
Amanra è una donna africana allevata dal padre, un uomo potente che ha guidato la sua tribù nelle battaglie per l'espansione dell'Egitto. Ha ereditato dal padre la propensione al combattimento e ha partecipato a numerose battaglie della sua tribù. Col passare del tempo, Amanra è diventata una leggendaria mercenaria, agli ordini di Iside o di Osiride, e un'eroina per gli egizi, tra i quali ha ancora molti leali seguaci. Vanta anche importanti conoscenze linguistiche, essendo in grado di parlare le numerose lingue dell'Egitto.

### Castore
Castore è il figlio di Arkantos. Coraggioso e abile con le armi, il suo più grande desiderio era combattere una guerra a fianco del padre. La madre di Castore venne uccisa da dei pirati che depredarono Atlantide quando era ancora in tenera età. In Caduta del tridente, ha 14 anni e, sebbene desideri accompagnare suo padre Arkantos nella guerra di Troia, gli viene detto di restare a casa, ad Atlantide, in caso di altri attacchi dei pirati. Castore è un personaggio minore che fa sole tre apparizioni. Dieci anni dopo, in La nuova Atlantide, Castore è il protagonista della campagna e guida del popolo degli atlantidei.

### Folstag
Folstag è un potente gigante del ghiaccio in grado di congelare con il suo fiato persino i titani. Era noto tra gli abitanti delle lande ghiacciate di Midhgard come distruttore di abitazioni e divoratore di bestiame. Dopo che il grande eroe atlantideo Arkantos impedì a Gargarensis di portare il Ragnarock sulla Terra, Folstag si ricredette e smise di odiare il genere umano. Attraverso una serie di eventi, tra cui l'addomesticamento del Nidhogg, conquistò il favore degli abitanti di Midhgard e riuscì a stabilire una pacifica convivenza tra i giganti e i nordici.
In Caduta del tridente, Skult inganna Arkantos affermando di essere in grado di aiutarlo mostrando la bandiera di Folstag ai clan nordici, che alla sua vista si sarebbero uniti al gruppo. In realtà, appena vedono la bandiera, i nordici attaccano Arkantos e i suoi uomini, che solo in seguito capiranno il perché. Ne La nuova Atlantide, Folstag, diventa il re dei giganti del gelo e, insieme ai suoi compagni, si mette a disposizione di Castore per combattere il titano emerso nelle terre dei nordici.
Folstag è anche menzionato un paio di volte ne Il Dono aureo come un nemico, e viene udita la sua voce quando Brokk gli si sottrae dentro le miniere.
Se utilizzato nell'editor di gioco fornito con Age of Mythology, dopo aver parlato, il gioco finirà immediatamente. Questo è un simpatico easter egg inserito dai programmatori di gioco.

### Krios (Teocrate)
Krios è il più anziano teocrate di Atlantide. I teocrati siedono nell'alto consiglio di Atlantide, sono responsabili della sicurezza dello stato dell'isola e hanno l'incarico di verificare che il volubile Poseidone, dio protettore di Atlantide, non distolga il suo occhio benevolo dalla città. I teocrati rappresentano l'antica aristocrazia di Atlantide, divenuta orgogliosa, ma anche indulgente dopo decenni di dominazione su altre città-stato. In Caduta del tridente è colui che propone ad Arkantos di partecipare alla guerra di Troia unendosi alle armate degli alleati greci. Fondatore della nuova Atlantide, gli anni successivi alla caduta di Atlantide sono stati per lui estremamente difficili. Ne La nuova Atlantide, Krios ha 82 anni ed è l'ultimo membro in vita dell'alto consiglio di Atlantide.

### Agamennone
Agamemnone è il re di Micene e capo dell'esercito acheo. Fratello del re di Sparta Menelao, ha iniziato la guerra di Troia dopo che Elena, la regina di Sparta, è stata rapita da Paride, il principe troiano. In Age of Mythology, Agamennone combatte tempestando di pugni gli oggetti che trova a tiro, poiché ha perso la lancia in cammino.

### Brokk
Brokk è un nano e il fratello maggiore di Eitri. Oltre a essere un abile fabbro e un uomo di stato, Brokk è considerato un eroe tra i nani. Pur controvoglia, Brokk accetta questo ruolo di capo per conservare lo stile di vita nordico per il suo popolo.
Brokk e suo fratello Eitri sono entrambi i protagonisti della campagna Il Dono aureo.

### Chirone
Chirone era originariamente il dio della medicina nella mitologia tessalica, ma in un secondo momento venne identificato in un centauro immortale dalla più diffusa mitologia greca. Benché i centauri fossero selvaggi e indisciplinati, Chirone era un'eccezione. Oltre a essere noto per la sua sapienza e per la sua leggendaria conoscenza della medicina, fu il precettore di molti eroi celebri, come Teseo e Achille.
A parte Gargarensis, Kemsyt e Kamos, Chirone è l'unico personaggio principale di Age of Mythology di cui si assiste alla morte.

### Circe
Circe, celebre maga di Aeaea, è la figlia di Perseide e del dio del sole Elio. È celebre per il suo incontro con Ulisse e per la sua conoscenza delle erbe magiche e velenose. Imprigionò Ulisse e i suoi uomini per molti anni e più avanti purificò gli argonauti per l'uccisione di Apsirto. Ulisse e Circe ebbero numerosi figli, tra cui Telegono. Secondo alcune leggende, Telegono in seguito ritrovò Ulisse, ma lo uccise con una lancia fatta con una lisca di pastinaca, prima di accorgersi che si trattava di suo padre. Il corpo di Ulisse fu riportato ad Aeaea per esservi sepolto.
In Age of Mythology, Circe trasforma Ulisse e i suoi uomini in maiali quando essi sbarcano sulla sua isola e successivamente trasforma Arkantos e Aiace in cinghiali quando giungono sul posto, attirati dal relitto della nave di Ulisse. Grazie all'aiuto di Zeus, gli uomini vittime dell'incantesimo riescono a tornare alle loro sembianze originarie e sconfiggono Circe distruggendo la fortezza nella sua cittadella.

### Eitri
Eitri è un nano ed è il fratello minore di Brokk. Dal momento in cui ha scoperto la sua lontana discendenza da Thialfi, servo di Thor, Eitri ritiene di essere un vero eroe. Sebbene sia timido per natura, Eitri farà tutto il necessario per evitare che il Ragnarock diventi una realtà. Eitri è terrorizzato dai troll e da qualsiasi essere con zanne aguzze e occhi di maiale.
Eitri e suo fratello Brokk sono entrambi i protagonisti della campagna Il Dono aureo.

### Gargarensis
Gargarensis è un ciclope, lontano discendente di Poseidone, a cui non ha mai perdonato la seduzione di Amimone, sua bisnonna. Invece di cercare di vendicarsi, ritiene che Poseidone gli sia debitore. Non desidera altro che diventare anch'egli un dio e niente lo distoglierà da questo proposito.
Gargarensis è il principale antagonista di Caduta del tridente.

### Kamos
Kamos è un minotauro che venne rapito da piccolo da una nave da pesca egizia e fu allevato dalla dea Bast. Per motivi sconosciuti, Kamos cova una tremenda ira e guida i pirati egizi in scorrerie e brutali uccisioni. Ha attaccato le navi mercantili di Atlantide in numerose occasioni, sempre riuscendo a rifugiarsi tra le sue numerose isole prima che Arkantos riuscisse a catturarlo. Kamos ha perso una mano mentre porgeva del cibo a un leviatano cercando di addomesticarlo; la mano è stata sostituita da un khopesh. Kamos ha rubato il tridente di bronzo dalla grande statua di Poseidone nel porto di Atlantide; il tridente è stato recuperato da Arkantos, che lo ha rispedito immediatamente ad Atlantide. Arkantos e Aiace lo incontrano di nuovo in seguito a un attacco a una delle sue basi pirata. Kamos viene spinto verso il bordo di una scogliera da Arkantos, che poi lo infilza con la sua lancia, per poi cadere sulle rocce sottostanti, morendo.

### Kemyst
Kemsyt è un mortale, conduce una banda di predoni egiziani, ed è l'arcinemico di Amanra. Sa essere scaltro e astuto, e non incline a mettersi in pericolo. Egli è uno dei due principali alleati mortali di Gargarensis e lavora con lui per evitare che il dio Osiride risorga.

### Reginleif
Reginleif è una valchiria di 1028 anni. Il suo nome significa l'eletta dagli dèi. Un tempo tra le più potenti delle valchirie, Reginleif servì Odino catturando le anime dei guerrieri per i suoi eserciti nel Valhalla. Caduta in disgrazia per motivi ignoti, cerca di riguadagnare stima agli occhi di Odino ritardando il giorno del Ragnarock.

### Ulisse
Ulisse, sovrano dell'isola di Itaca, fu uno dei più valorosi guerrieri greci che parteciparono alla guerra di Troia e l'ideatore del famoso stratagemma del cavallo di legno. Dopo la caduta di Troia, iniziò il suo lungo viaggio verso casa, durato dieci anni e narrato da Omero nel poema epico Odissea.

## The Titans

### Crono
Crono è il più giovane, nonché re dei titani. Il suo nome significa "tempo". Crono divenne re degli dèi dopo aver evirato il padre Urano, con l'aiuto della madre Gaia, mossa dal desiderio di liberare i figli che Urano aveva imprigionato. Crono governò in un periodo di grande prosperità, noto come Età dell'oro. Dalla moglie e sorella Rea, Crono ebbe sei figli, tra i quali Zeus, Poseidone e Ade. Temendo una rivolta come quella che lui stesso aveva scatenato, Crono tentò di ingoiare tutti i suoi figli al momento della nascita, ma Zeus riuscì a scampare al suo destino, liberò i fratelli e imprigionò i titani nel Tartaro. Crono è ora in attesa di un'occasione per fuggire dal Tartaro e riconquistare il proprio dominio sul mondo.
Crono è il boss finale de La nuova Atlantide; ha 50.000 punti ferita, si rigenera molto velocemente (più di 1.000 punti al secondo) e dispone di un attacco pari a 70 (lo stesso di un normale titano). L'unica unità in grado di sconfiggerlo nel gioco regolare è sua madre Gaia, che dispone di uno speciale attacco in grado di danneggiarlo considerevolmente. Attraverso l'editor di mappe, si può notare inoltre come nemmeno unità quali Arkantos (dio) e il Guardiano egizio siano in grado di sconfiggerlo: l'unica unità, oltre a Gaia, a essergli superiore è Osiride, che dispone di un potere d'attacco di 5.000.
Nella versione di questo gioco, Crono appare come un gigantesco demone infuriato dalla pelle color carbone, che sembra emettere bagliori di lava da ogni poro. Emana, inoltre, costanti nuvole di oscurità dagli arti.

### Gaia
Gaia è la Madre Terra, nata dal Caos, il grande vuoto cosmico. Senza alcun intervento maschile, Gaia diede vita a Urano (il cielo) e Ponto (il mare). Prese quindi Urano come sposo e con lui generò i titani, oltre a diverse altre divinità e creature. Dopo l'evirazione di Urano, Gaia riuscì, grazie all'aiuto di Ponto, a proteggere Zeus sino alla sconfitta dei titani. Come Madre Terra, Gaia rappresenta la forza generatrice di tutte le cose del mondo, sia viventi sia inanimate.
Ne La nuova Atlantide, Gaia, diffondendo la sua selva sulle rovine di Sikyos, indebolisce il titano Prometeo abbastanza per farlo sconfiggere dagli eroi; poi, quando Crono fugge dal Tartaro, Gaia è invocata dagli eroi a confrontarsi con lui e, essendo dotata di un attacco speciale contro suo figlio, riesce a scacciarlo e a ricondurlo nel Tartaro. È implicito che Gaia diventa la dea protettrice della nuova Atlantide dopo gli eventi della campagna. Nella mitologia greca reale, lei in realtà voleva Crono libero ed era in collera con Zeus per aver imprigionato i titani.

### Generale Melagius
Il generale Melagius era il temutissimo comandante della città stato di Sikyos durante l'età mitica dell'antica Grecia. A Sikyos, i guerrieri rappresentavano la classe più ricca e potente dal punto di vista politico. Il generale Melagius ricoprì diverse cariche militari di sempre maggiore responsabilità, fino a divenire il supremo generale delle forze armate di Sikyos. Melagius amava adornarsi con armi di estrema bellezza e spesso ordinava a intere unità di soldati di lucidare ogni parte della sua armatura per giorni e giorni.

### Prometeo
Prometeo, figlio del titano Giapeto, alla nascita era un mortale. Plasmò l'uomo con un impasto di acqua e argilla, dentro cui Atena soffiò la vita. Dopo aver combattuto contro i titani al fianco di Zeus, Prometeo ingannò il re degli dèi sacrificandogli soltanto ossa di animali, per lasciare la carne agli uomini. Zeus per dispetto tolse il fuoco al mondo, provocando così gravi sofferenze. Per dare sollievo alle sue creature, Prometeo rubò il fuoco al Sole e lo restituì al mondo. Zeus, accecato dall'ira, condannò Prometeo a rimanere incatenato a una roccia per 30.000 anni, mentre ogni giorno un'aquila gli avrebbe dilaniato il fegato, che sarebbe ricresciuto ogni notte. Rivelando a Zeus una profezia sulla sua rovina, Prometeo fu liberato dalla condanna e, dopo aver scambiato la sua mortalità con Chirone, condannato a un'eterna agonia, gli fu concesso di unirsi agli dèi dell'Olimpo. Credendo che avesse cospirato con Poseidone per tradire gli dèi dell'Olimpo, Zeus imprigionò nel Tartaro il curioso e generoso titano.
Ne La nuova Atlantide, Prometeo è il primo dei titani a fuggire dal Tartaro. Appena uscito, Prometeo inizia a distruggere la città-stato greca di Sikyos. Gli eroi sono inizialmente costretti a fuggire, ma più tardi, dopo aver sconfitto i Titani che erano emersi in Egitto e a Midgard, tornano a Sikyos, ridotta ormai a un cumulo di macerie. Utilizzando il potere della selva di Gaia per risanare le tracce di distruzione di Prometeo (da cui il Titano traeva il proprio potere), gli eroi riescono a indebolirlo abbastanza per sconfiggerlo. Nel videogioco, Prometeo ha 50.000 punti vita e ogni volta che viene ferito si auto-rigenera. Egli venne sconfitto a causa di un intervento da parte di Gaia, ma nella campagna viene distrutto da Castore, Amanra e Aiace con l'aiuto di Gaia.
Nel videogioco, egli sembra avere un aspetto argilloso, con la pelle irregolare, a brandelli, e, come attacco speciale, può arrotolare ciuffi della sua pelle in sfere con cui colpisce i propri avversari prima che esse si trasformino in Prometeici.